# Ivan Simonsson
Ivan Bertil Simonsson (ur. 26 kwietnia 1924 w Strömstad, zm. 30 marca 2002 tamże) – szwedzki wioślarz. Reprezentant Szwecji na Letnich Igrzyskach Olimpijskich 1952 w Helsinkach. Na igrzyskach uczestniczył w wioślarskiej ósemce w składzie: Lennart Andersson, Frank Olsson, John Niklasson, Gösta Adamsson, Ivan Simonsson, Ragnar Ek, Thore Börjesson, Rune Andersson, Sture Baatz, Szwedzi odpadli w półfinale.